# روبی بنتال
روبی بنتال (انگلیسی: Ruby Bentall؛ زادهٔ ۳ آوریل ۱۹۸۸) بازیگر اهل بریتانیا است.
از فیلم‌ها یا برنامه‌های تلویزیونی که وی در آن نقش داشته است، می‌توان به آقای ترنر و پولدارک اشاره کرد.